# پریما پرل
پریما پرل (انگلیسی: Prima Pearl) آسمان‌خراش مسکونی ۷۲ طبقه مستقر در شهر ملبورن است، که در سال ۲۰۱۴ احداث گردید.